# دراغوس بوكور
دراغوس بوكور (بالرومانية: Dragoș Bucur) هو ممثل روماني، ولد في 13 يونيو 1977 ببوخارست في رومانيا.

## أعمال

### أفلام
- (2010) طريق العودة[4]

## وصلات خارجية
- دراغوس بوكور على موقع IMDb (الإنجليزية)
- دراغوس بوكور على موقع قاعدة بيانات الأفلام العربية
- دراغوس بوكور على موقع ألو سيني (الفرنسية)
- دراغوس بوكور على موقع أول موفي (الإنجليزية)
- دراغوس بوكور على موقع قاعدة بيانات الأفلام السويدية (السويدية)
- دراغوس بوكور على موقع قاعدة بيانات الفيلم (الإنجليزية)
- دراغوس بوكور على موقع كينوبويسك (الروسية)